# Ernesto Jouvín
Ernesto Juan Jouvín Cisneros (Guayaquil, 18 de mayo de 1913 - Samborondón, 14 de julio de 2007) fue un empresario y político ecuatoriano.

## Biografía
Nació el 18 de mayo de 1913 en Guayaquil, provincia del Guayas. Realizó sus estudios secundarios en el Colegio Nacional Vicente Rocafuerte y los superiores en la Universidad de Guayaquil, donde estudió derecho y más tarde economía.
Entre los cargos públicos que ocupó se cuentan presidente del Consejo Provincial del Guayas (en 1947), gobernador dle Guayas (en 1968) durante el gobierno interino de Otto Arosemena Gómez, director ejecutivo fundador de la Comisión de Tránsito del Guayas, diputado nacional (en 1949) y ministro de economía (en 1962).
Falleció la madrugada del 14 de julio de 2007 en el sector de La Puntilla, cantón Samborondón. Entre las personalidades políticas presentes en su velatorio estuvieron León Roldós, exvicepresidente de Ecuador, y Nicolás Lapentti Carrión, ex prefecto del Guayas.